# Abbone di Poitiers
Abbone o Abbo (VIII secolo – dopo l'811) è stato conte di Poitiers.

## Origine
Non si conoscono gli ascendenti. Si sa solo che era un Franco.

Secondo la Revue de l'histoire de l'ouest - 1893: extrait des archives du comte René de Laigue au château de Bahurel (1670) era figlio di Gerardo, uno dei primi conti di Autun.

## Biografia
Di Abbone si hanno scarse notizie. Nel 778 è citato come conte di Poitiers, convocato da Carlomagno, per la nascita del figlio Ludovico.
Secondo le Chartes de l´abbaye de Nouaillé de 678 à 1200 (Poitiers) (ed. 1936) del frate P. de Monsabert presiedette una causa, il 18 novembre 780, in cui decise che la proprietà di Lussac apparteneva alla abbazia di Nouaillé; poi altre cause, nel dicembre di quello stesso anno, nell'aprile del 791 e nell'agosto del 794.
Secondo gli ANNALES REGNI FRANCORUM e gli annali di Eginardo, nell'811, Abo comes fu uno dei nobili Franchi che partecipò alle trattative di pace tra l'imperatore Carlomagno e il re dei Danesi, Hemming.
Di Abbone non si conosce l'anno esatto della morte.

## Discendenza
Di Abbone non si conosce alcuna discendenza.

### Fonti primarie
- (LA) Monumenta Germaniae Historica, tomus I, su dmgh.de. URL consultato il 20 aprile 2012 (archiviato dall'url originale il 28 settembre 2013)..
- (LA) Monumenta Germaniae Historica, tomus II..
- (FR, LA)  dom P. de Monsabert,  Chartes de l´abbaye de Nouaillé de 678 à 1200 (Poitiers) ("Nouaillé")..
- (LA) ANNALES REGNI FRANCORUM, su thelatinlibrary.com. URL consultato il 20 ottobre 2020 (archiviato dall'url originale il 27 luglio 2020)..